# Gisborne City
El Gisborne City es un club de fútbol de Gisborne, Nueva Zelanda. Fue fundado en 1939 y juega en la Eastern League. Es uno de los 12 equipos que logró conquistar la Liga Nacional al menos una vez.

## Palmarés
- Liga Nacional de Nueva Zelanda (1): 1984.
- Copa Chatham (1): 1987.
- NZFA Challenge Trophy (1): 1985.